# Aloys Moritz
Aloys Moritz (* 22. März 1892 in Alt Kockendorf, Kreis Allenstein, Ostpreußen; † Februar 1945 in Shaturtorf bei Schatura) war ein deutscher römisch-katholischer Geistlicher und Märtyrer.

## Leben
Aloys Moritz besuchte das Gymnasium in Braunsberg, studierte Theologie am Lyceum Hosianum ebenda und wurde am 5. August 1917 in Frauenburg zum Priester geweiht. Die Stationen seines Wirkens waren: Kaplan in Lechowo/Lichtenau (Mehlsack) und in Allenstein und ab 1928 Pfarrer in Braunswalde (nördlich Allenstein). In der Zeit des Nationalsozialismus wurde er wegen Polenseelsorge und wegen regimekritischer Predigten bespitzelt. Bei Anrücken der Roten Armee Ende Januar 1945 floh er nach Gumbinnen, wurde aber auch dort von der sowjetischen Besatzungsmacht festgenommen und zu Fuß nach Zichenau und von dort in Viehwaggons in die UdSSR verschleppt. Noch auf dem Transport starb er im Februar 1945 120 km östlich Moskau in Shaturtorf bei Schatura. Er war 52 Jahre alt.

## Gedenken
Die Römisch-katholische Kirche in Deutschland hat Aloys Moritz als Märtyrer aus der Zeit des Nationalsozialismus in das deutsche Martyrologium des 20. Jahrhunderts aufgenommen.